# (30046) 2000 EX24
A (30046) 2000 EX24 a Naprendszer kisbolygóövében található aszteroida. A Spacewatch program keretein belül fedezték fel 2000. március 8-án.

## Kapcsolódó szócikk
- Kisbolygók listája (30001–30500)